# Nefropatie endemică balcanică
Nefropatia endemică balcanică, nefropatia endemică din Balcani sau nefropatia balcanică este o boală renală cronică tubulointerstițială cu caracter endemic, observată după anul 1956 într-o zonă limitată la bazinul Dunării și ai afluenților săi, respectiv la convergența teritoriilor României (în Banat și județul Mehedinți), Bulgariei, Albaniei și fostei Iugoslavii (Bosnia, Croația, Serbia, Macedonia). Se caracterizează printr-o atrofie renală importantă, leziuni predominant tubulointerstițiale și care evoluează clinic sub forma unei insuficiențe renale cronice, fără edeme sau hipertensiune arterială și cu o incidență crescută a tumorilor de uroteliu. Etiologia bolii nu este cunoscută. Dintre ipotezele emise, cea mai probabilă pare cea a unei nefrotoxine din mediu (acidul aristolohic, ochratoxina A, hidrocarburi policiclice aromatice).

## Istoric
Primele cazuri de nefropatie balcanică au fost descrise în 1956 în Bulgaria, unde Tanchev  a publicat prima descriere clinica detaliată a noii entități clinice. Un an mai târziu, o boală renală, cu caracteristici clinice și epidemiologice aproape identice a fost raportată în Iugoslavia (Serbia) . În 1961, s-a constatat că o nefropatie similară este răspândită și în România 

## Epidemiologie
Epidemiologia nefropatiei balcanice este caracteristică. Afecțiunea are un caracter endemic întrucât este întâlnită în familii care trăiesc într-o zonă limitată în Balcani, cu o rază de aproximativ 200 km în apropierea cotului Dunării în România (în nord-vestul județului Mehedinți și într-un mic focar din Banat), în Albania, Bosnia și Herțegovina, Croația, Serbia, Macedonia, Bulgaria. Distribuția spațială a rămas neschimbată în timp. Prevalența este ridicată în aceste populații, variind de la 0,5% la 5% din locuitori.  S-a estimat că aproape 100.000 de persoane sunt expuse riscului unei nefropatii balcanice, în timp ce 25.000 au această boala.  În Serbia, pacienții cu nefropatie balcanică reprezintă o medie de 6,5% (5-46%) din pacienții hemodializați.  În România nefropatia balcanică reprezintă cea mai frecventă boală cronică de rinichi printre bolnavii hemodializați în centrele de dializă care deservesc zona endemică (în orașul Drobeta-Turnu Severin).  Incidența nefropatiei balcanice este în scădere în ultimii ani, aceasta se datorează în parte migrării populației din zonă endemică către zonele urbane și spre alte state. S-au descris cazuri de nefropatie balcanică printre emigranții în alte țări ca SUA, Australia.
Din punct de vedere epidemiologic, boala are o serie de particularități în funcție de vârstă, sex, incidență familială și predominanță rurală. 
Boala predomină la adulții în vârstă de 30-50 de ani. Debutul clinic al bolii este de obicei după 40 de ani, nefiind niciodată întâlnită înainte de 20 de ani (boala nu a fost raportată la copii și adolescenți).
Nefropatia balcanică are caracter familial, mai mulți membri ai unei familii fiind afectați. Aceștia pot aparține unei generație sau la 2 generații consecutive, fără deosebire de nivel socio-economic sau grad de igienă.  Nefropatia balcanică se dezvoltă la persoanele care au trăit circa 20 de ani în zona endemică. Aceștia fac boala chiar dacă părăsesc această zonă. Locuitorii care părăsesc din copilărie sau în adolescență zona endemică nu fac boala. În schimb, ea poate apare la rezidenții nou-veniți, după o perioadă de minimum 15-20 de ani de stabilire în zona endemică. Sexul feminin este de 1,5 ori mai frecvent afectat.
Nefropatia endemică atinge numai locuitori din mediul rural, afectând persoanele care locuiesc la sate și au drept ocupație agricultura. Boala a fost găsite în orașe numai la persoane care provin din sate endemice care s-au mutat în orașe. Localitățile afectate alternează cu localități indemne, iar în cadrul aceleiași comunități rurale sunt grupuri de familii bolnave alături de familii sănătoase. Boala are o evoluție ciclică, există perioade, cu un număr semnificativ de cazuri și o perioade în care numărul de cazuri diminuează. Există o incidență mare de tumori ale pelvisului renal sau a ureterului la pacienții cu nefropatie balcanică.
În România nefropatia balcanică se găsește în special în Oltenia și în unele zone din Banat (regiunile din sud-vestul României).  Studiile epidemiologice cele mai cunoscute sunt cele ale lui Lăzărescu  și Zaharia , care au descris 5 focare: 4 focare în Oltenia (în jurul orașelor Drobeta Turnu-Severin, Strehaia, Vânju Mare, Baia de Aramă) și un focar în Banat (în apropiere de Oravița). Boala este prezentă în satele învecinate, dar nu în orașe, cazurile de nefropatie balcanică din localitățile urbane își au originea în satele endemice. În conformitate cu Zaharia și Lăzărescu, satele în care au fost constatate un număr mare de cazuri de nefropatie balcanică sunt: Erghevița, Bistrița, Poroina, Izvoru Aneștilor, Severinești, Șimian, Cerneți, Dedovița Veche, Fântâna Domnească, Ghelmegioaia  (sate grupate în apropiere de orașul Drobeta-Turnu Severin), Corcova, Jirov, Stângăceaua, Tâmna, Breznița-Motru, Ruptura, Buicești, Țânțăreni, Văgiulești, Vânju Mare, Broscari. În Banat localitățile afectate sunt: Secășeni, Jitin, Ticvaniu Mare, Giurgiova. Lăzărescu a menționat cazuri în sate din zona adiacentă de Baia de Aramă.
O analiză efectuată de către Mărgineanu în aprilie 2000 , la 51 de pacienți internați în centrul de hemodializa Turnu Severin, a relevat următoarele localități cu cel mai mare număr de pacienți supuși unei terapii substitutive renale: Hinova - 4 pacienți hemodializați și unul cu dializă peritoneală, Erghevița - 5 pacienți hemodializati, Bistrița - 5 pacienți hemodializati, Husnicioara - 4 pacienți hemodializați, Corcova - 4 pacienți hemodializați, Șimian - 5 pacienți hemodializati, Valea Izvorului - 3 pacienți hemodializați și 2 pe dializă peritoneală, Vânjuleț - 2 pacienți hemodializați si 1 pe dializă peritoneală; Rogova - 4 pacienți hemodializați si 1 cu dializă peritoneală.  Din cei 74 de pacienți hemodializați la Centrul de Hemodializă din Drobeta-Turnu Severin, 46 pacienți aveau nefropatie balcanică (66%), iar din cei 16 pacienți pe dializă peritoneală, 5 pacienți aveau nefropatie balcanică. În secția de nefrologie a Spitalului Județean Drobeta Turnu-Severin, au fost spitalizați 21 de pacienți cu nefropatia balcanică pe o perioadă de 3 luni, între 1 ianuarie 2000 și 31 martie 2000. În secția de Urologie a Spitalului Județean Drobeta Turnu-Severin, din cei 33 de pacienți cu tumori ale tractului urinar: 20 bărbați (60,6%) și 13 femei (39,3%), 29 locuiau sau proveneau din zonele endemice cu nefropatia balcanică.

## Etiologia
Etiologia bolii nu este încă cunoscută. Au fost încriminați diverși factori toxici regionali potențial implicați în patogeneza bolii: micotoxinele (Ochratoxina A), acidul aristolohic, hidrocarburile policiclice aromatice, metalele grele, substanțele radioactive, precum și factorul ereditar, virusurile.  
Studii epidemiologice și toxicologice au identificat trei factori principali cu potențial etiologic: ochratoxina A, acidul aristolohic și hidrocarburile policiclice aromatice originale din cărbune fosil.
- Ochratoxina A este o micotoxină nefrotoxică produsă de mucegaiul Aspergillus ochraceus, existent în sol, care poate crește pe cereale și leguminoase: grâu, porumb, orez, orz, secară, soia, arahide, mazăre, etc. Ochratoxina A a fost semnalată în zona endemică cu nefropatie balcanică în produsele alimentare pe care le contaminează. La bolnavii cu nefropatie balcanică și la persoanele din zona endemică s-au evidențiat concentrații crescute de ochratoxină A în sânge și urină. Modificările cromozomiale induse experimental de ochratoxina A sunt asemănătoare numeric și structural acelora identificate în limfocitele bolnavilor cu nefropatie balcanică și probabil joacă un rol important în patogeneza tumorilor maligne ale tractului urinar la bolnavii cu nefropatie balcanică.[20]

- Acidul aristolohic este un alcaloid care se obține din mărul lupului (Aristolochia clematitis), o plantă întâlnită în zona endemică de nefropatie balcanică. Mărul lupului crește prin culturile de grâu, iar în timpul recoltării, acidul aristolohic din această plantă contaminează cereale. Prin ingestie de pâine preparată din făină derivată din cereale contaminate acidul aristolohic ajunge în organism. Acidul aristolohic are proprietăți nefrotoxice care stau la baza nefropatiei și proprietăți mutagene care sunt incriminate în producerea tumorilor de uroteliu ce au o mare frecvență în nefropatia balcanică. Acidul aristolochic a fost evidențiat și în produsele fitoterapeutice obținute din ierburile chinezești utilizate în curele de slăbire, provocând o nefropatie tubulointerstițială asemănătoare cu nefropatia balcanică.[21][22]

- Hidrocarburile policiclice aromatice, care se găsesc în cărbunele fosil pliocen (lignitul pliocen) prezent în zona endemică de nefropatie balcanică, trec în apa potabilă din zonele endemice, de unde pătrunde în organism. Hidrocarburile policiclice aromatice au o acțiune nefrotoxică, fiind incriminate și în producerea tumorilor de uroteliu. În apa potabilă se elimină din cărbune și alte substanțe toxice.[23] [24]

- Alți factori de mediu incriminați în nefropatia balcanică sunt metalele grele: plumbul, cadmiul, seleniul, silicații.

- Elemente radioactive prezente în sol constituie o altă ipoteză incriminată în etiologia nefropatiei balcanice.

Sumația factorilor de mai sus pot potența efectul nefrotoxic. Factorii incriminați mai sus au fost evidențiați și în zonele nonendemice.
- Posibilitatea unei etiologii virale ca cauză a nefropatiei balcanice a fost intens cercetată. A fost suspicionat un virus cu acțiune lentă. Microscopia electronică a relevat prezența unor particule virus-like la nivelul tubilor renali. S-au încriminat mai multe virusuri de tipul coronavirusurilor, virusurile Hanta.

- Factorul ereditar este controversat. Studii cromozomiale au sugerat transmiterea poligenică a fenotipului nefropatiei balcanice, fapt contestat de către unii autori. Se consideră că în nefropatia balcanică există o predispoziție genetică, genele implicate fiind situate la nivelul cromozomului 3, la nivelul locusurilor 3q24, 3q25 și 3q26. La nefropatia balcanică are un rol și factorul familial, boala fiind întâlnită la mai mulți membri din unele familii în timp ce altele nu prezentau cazuri de boală.

## Anatomie patologică
Macroscopic se constată o atrofie renală importantă cu reducerea greutății (la 25-50%) și a grosimii corticalei renale. Suprafața rinichiului este fin granulară. Rinichii sunt mici, atrofici, scleroși, cu o greutate de 40-60 g. 
Microscopic, leziunile predomină în zona externă a medularei și au caracter difuz și bilateral. Se întâlnește edem, infiltratul inflamator (cu limfocite mononucleare) sărac, prezent în 35% din cazuri. Fibroza interstițială, atrofia și distrofia tubulară sunt severe. Hialinoza glomerulilor aflați subcapsular are loc în 80% din cazuri. Leziunile vasculare constau în hialinoză și se întâlnesc în 80% din cazuri.
În zona juxtamedulară, unde leziunile interstițiale sunt mai mici, apar îngroșări ale membranei bazale tubulare și glomerulare, epiteliu tubular turtit sau hiperplazia unor tubi. 
Unii glomeruli conțin un material PAS-pozitiv. În faze tardive, cu atrofie renală importantă, materialul hialin care înlocuiește structurile renale dă o reacție pozitivă pentru amiloid (cu tioflavină ST) și fluorescență a membranei bazale, a glomerulilor și a interstițiului (în lumina ultravioletă). Examenul microscopic în imunofluorescentă arată prezența în 30% din cazuri a IgM și C3. Rar au fost semnalate IgG. În 15% din cazuri C3 este prezent de-a lungul membranei bazale tubulare. La examenul cu microscopul electronic se observă o afectare frecventă a tubului proximal cu o îngroșare a membranei bazale tubulare, desprinderea laminei densa și îngroșarea joncțiunilor intercelulare. La nivelul glomerulului și arterelor se constată îngroșări și torsionări ale membranei bazale glomerulare și, respectiv, ale laminei elastice interne.
Se observă frecvent (în 1/3 din cazuri) asocierea cu carcinomul renal cu celule tranziționale. Sunt prezente tumori multiple, bilaterale. Se observă și asocierea cu tumori bazinetale, ureterale și vezicale.

## Manifestări clinice
Se efectuează o anamneză privind istoricul familial privitor la eventualele boli renale sau decese de boli renale în familie. Frecvent bolnavii sunt diagnosticați tardiv când se află în faza de retenție azotată. 
Debutul bolii este insidios, boala fiind asimptomatică pe o perioadă de câțiva ani. Afectează persoanele de peste 30-40 de ani care locuiesc sau au locuit în zona endemică de nefropatia balcanică pe o perioadă de cel puțin 10-15 ani. Bolnavii care au plecat din zona endemica pot face boala în alte localități, motiv pentru care trebuie monitorizați.
În perioada de debut apare o proteinurie și o anemie cronică normocromă (mai rar hipocromă), normocitară, hiporegenerativă gravă exprimată prin paloarea marcată a bolnavilor, care este bine tolerată. Proteinuria este reprezentată în principal de β-2-microglobulină, α-1-microglobulină, muramidaza și lanțuri ușoare ale Ig (imunoglobuline). Boala este bine tolerată în perioada de debut cu toate că uneori se semnalează fatigabilitate. 
În perioada de stare apare tabloul unei insuficiențe renale cronice. Are loc alterarea progresivă precoce a capacității de concentrare și acidifiere a urinei. Ulterior pot apărea glicozuria, uricozuria și aminoaciduria. Insuficiența renală se manifestă clinic prin poliurie, polidipsie și nicturie, astenie, manifestări digestive: anorexie, greață. 
Frapează o serie de particularități în raport cu alte forme etiologice de insuficiență renală cronică: absența edemelor și a hipertensiunii arteriale în fazele inițiale și a complicațiilor cardiovasculare din contextul clinic, precum și absența modificărilor hipertensive ale fundului de ochi, raritatea hematuriilor macroscopice; aceasta se datorează faptului că nefropatia balcanică face parte din categoria nefropatiilor tubulointerstițiale cronice cu pierderi urinare de sare. Lipsesc manifestările extrarenale ale nefropatiilor tubulointerstițiale cronice. În stadiul inițial, hipertensiunea arterială este de obicei absentă, iar în stadiile avansate de insuficiență renală, hipertensiunea arterială devine mai frecventă.

## Date paraclinice și de laborator
Proteinuria. Proteinuria este redusă, sub 1 g/24 ore, uneori intermitentă în fazele inițiale ale bolii, dar devine constantă pe măsura progresiei bolii. Proteinuria are un cu traseu electroforetic imunochimic caracteristic pentru o proteinurie tubulară.
Electroforeza proteinelor urinare. Electroforeza proteinelor urinare evidențiază inițial creșterea proteinelor cu greutate moleculară redusă (beta și globuline lente), apoi un aspect tipic de proteinurie tubulară: scăderea albuminelor și eliminarea crescută în urină de α-1-microglobuline, β-2-microglobuline, de lanțuri ușoare de imunoglobuline, a muramidazei (lizozimului) și N-acetil-β-D-glucozaminidazei. Acestea pot fi folosite ca teste de screening în zonele cu nefropatie balcanică. 
Sedimentul urinar este sărac, cu un număr redus de leucocite, hematii și cilindri hialini, periodic chiar cu aspect normal. Cilindrii hematici și granuloși sunt observați ocazional. Prezența unei hematii ridică suspiciunea unei tumori localizate la nivelul tractului urinar, iar prezența unei leucociturii a unei infecții a tractului urinar. 
Urocultura. Bacteriuria este rară și, atunci când există, este intermitentă.
Explorări funcționale renale. Are loc alterarea probei de concentrare cu scăderea capacității de concentrație a urinii, care are o densitate redusă (1004—1010). Pot fi prezente defecte în acidifierea urinii. Rata de filtrare glomerulară scade. Pot apărea uneori glicozurie, aminoacidurie, creșterea eliminării de acid uric (are loc scăderea reabsorbției tubulare proximal sau alterarea secreției tubulare). Rareori au loc pierderi de sare.
Hemoleucograma evidențiază o importantă anemie normocromă (mai rar hipocromă), normocitară, hiporegenerativă. Anemia este mai importantă decât cea corespunzătoare gradului de insuficiență renală.
În sânge se evidențiază creșterea produșilor de catabolism azotat: ureea sanguină, creatinina serică. Acidul uric sanguin este scăzut, ca urmare a unui clearance crescut renal.
Examenul cromozomilor limfocitari cu modificări cromozomiale distribuite însă întâmplător, nu poate susține ipoteza caracterului ereditar al bolii.
În cazurile dificile, biopsia renală permite punerea diagnosticului prin constatarea unei infiltrații celulare foarte reduse, dar cu caracter difuz.
Examenul radiologic (tomografia renală, radiografia renală pe gol, urografia) și scintigrama renală indică atrofia renală importantă cu rinichi mici și contur regulat.
Examenul ecografic relevă ambii rinichi neomogeni, micșorați în volum cu un caracter relativ regulat, limita dintre corticală și medulară ștearsă, în fazele avansate ale bolii ecodensitatea este net crescută. În caz de stază și prezența unei hematuriei se suspicionează tumori de uroteliu.

## Diagnosticul

### Diagnostic pozitiv
Diagnostic pozitiv se stabilește pe baza datelor epidemiologice, clinice, de laborator și paraclinice și pe biopsie renală.
- Datele epidemiologice. Nefropatia balcanică poate fi suspicionată numai în prezența datelor epidemiologice (locul de naștere al bolnavului, prezența bolii la alți membri ai familiei sau decese de boală renală în familie, pacientul locuiește sau a locuit în zona de nefropatie endemică pe o perioadă de cel puțin 10-15 ani, istoric familial de tumori de uroteliu) în absența semnelor de infecție urinară și în condițiile unei boli cu evoluție rapidă spre insuficiență renală cronică, cu uremie și anemie deosebit de rezistentă la tratament.
- Semnele clinice includ poliuria, polidipsia, nicturia și paloarea marcată a bolnavilor (anemie), tumori de uroteliu. În fazele inițiale edemele sunt absente, hipertensiunea este rară, iar în fazele avansate de insuficiență renală hipertensiunea arterială este frecventă.
- Date de laborator:[31]

- anemie hipocromă, normocitară mai pronunțată decât ar corespunde ratei de filtrare glomerulară
- proteinurie moderată sub 1 g/24 ore de aspect tubular, hipostenurie
- insuficiență renală cu evoluție lentă, bine tolerată, cu  pierderea progresivă a funcției renale de concentrare și acidifiere a urinei
- microalbuminurie
- sediment urinar sărac
- markeri tubulari: glicozurie renală, excreție urinară crescută de α-microglobuline, β-microglobuline, a lanțurilor ușoare de imunoglobuline și a muramidazei (lizozim)
- sedimentul urinar, uroculturile etc. nu sunt modificate.

- Examenul ecografic și radiologic indică rinichi de dimensiuni normale în stadiile incipiente, iar în fazele avansate o atrofie renală importantă cu rinichi mici, reduși în volum simetric, neomogeni cu contur regulat, iar limita dintre corticală și medulară ștearsă.
- Biopsia renală se impune uneori pentru diagnostic diferențial cu alte nefropatii care se pot întâlni în zonă. Este caracteristică și relevă leziuni histopatologice de nefrită tubulo-interstițială cronică (vezi: anatomie patologică mai sus). Biopsia renală nu se recomandă la pacienții din zonele endemice care prezintă un tablou clinico-biologic arătat mai sus sau la persoanele cu istoric familial de nefropatie balcanică.

### Diagnostic diferențial
Diagnostic diferențial trebuie să excludă alte forme etiologice ale nefropatiilor interstițiale, mai ales nefropatia analgetică și nefropatia produsă de consumul de ierburi chinezești, care se pot însoți de tumori de uroteliu. Nefropatia analgezică este cauzată de consumul excesiv și prelungit de analgezice (fenacetină etc) care evoluează lent progresiv spre insuficiență renală cronică, rinichii sunt mici dar au un contur neregulat spre deosebire de nefropatia balcanică în care au un contur regulat. Nefropatia produsă de consumul de ierburi chinezești în cadrul unei cure de slăbire este cauzată de prezența acidului aristolohic în asociere cu alte substanțe prezente în aceste ierburi și evoluează mai rapid spre o insuficiență renală cu retenție azotată comparativ cu nefropatia balcanică.
Diagnosticul diferențial trebuie făcut și cu atrofia renală de alte cauze: glomerulonefrita cronică, pielonefrita cronică, hipoplazia renală, bolile chistice renale.

### Teste de screening
Pentru depistarea precoce a bolnavilor cu nefropatia endemică balcanică se impun teste de screening a populației din zona endemică efectuată de echipe specializate.
Se culeg date anamnestice privind istoricul familial: prezența de afecțiuni renale cronice la alți membri ai familiei sau decese de boală renală în familie.
Examenul clinic poate releva o paloare importantă (anemie), semne de boală cronică renală (nicturie, poliurie etc), o eventuală hematurie (tumori de uroteliu), semne de infecție a tractului urinar. Se măsoară tensiunea arterială.
Se testează urina într-o probă nedeterminată de timp cu dipstickul pentru depistarea proteinurii, albuminurii, hematurii și leucociturii. Dacă se constată o pozitivitate pentru proteinurie se va determina raportul proteinelor urinare totale/creatinina dintr-o probă nedeterminată de timp. Dacă sunt prezente hematii și leucocite în urină se va efectua o analiza a sedimentului urinar într-o probă de urină nedeterminată de timp. Se estimează rata de filtrare glomerulară după formula MDRD (Modification of Diet in Renal Disease). Se va efectua o ecografie pentru aprecierea mărimii rinichilor, ecodensității structurii și depistării semnelor ecografice de tumori de uroteliu.
Dacă testele de screening sunt pozitive, bolnavii vor fi preluați de un nefrolog pentru evaluare. Dacă testele de screening sunt negative,  ele se vor repeta la interval de 1-3 ani în funcție de factorii de risc.

## Evoluție
Evoluția este lent progresivă. De obicei, din momentul depistării clinice pe baza semnelor de insuficiență renală cronică, evoluția este accelerată spre stadiul uremic în 1-2 ani. Insuficiența renală este bine tolerată. Pot apărea tumori de uroteliu.
Este posibil ca boala să debuteze din copilărie, întrucât apare și la persoane ce au părăsit în adolescență regiunea afectată.

## Prognosticul
Prognosticul funcțional și vital este nefavorabil, pacientul putând deceda datorită insuficienței renale cronice sau datorită tumorilor de uroteliu.

## Complicații
Dintre complicații pot apărea:
- pielonefrita asociată
- pierderile hidroelectrolitice ca urmare a insuficienței tubulare
- o incidență crescută a tumorilor de uroteliu a căilor urinare cu localizare la nivelul pelvisului renal, ureterelor sau a vezicii urinare.[33] [34][35]

Complicațiile pot accelera evoluția bolii. 

## Tratament
Întrucât etiologia nu este bine cunoscută, lipsește un tratament cauzal specific. Singura măsură profilactică eficace este părăsirea cât mai devreme a zonei endemice afectate.
Se utilizează același strategii ca și în alte boli cronice renale pentru a preveni evoluția și progresia bolii.
Tratamentul simptomatic constă în tratamentul insuficienței renale cronice (conform stadiului), al pierderii de sodiu (cu un aport corespunzător pierderilor: 4-6 g NaCl/zi cu sau fără adaus de bicarbonat), al anemiei, infecțiilor urinare și hipertensiunii arteriale.
- Se evită consumului de analgezice (fenacetina, acetaminofenul, salicilamida), care poate constitui un factor asociat important.
- Se impune tratamentul infecțiilor urinare asociate pentru a preveni asocierea unui factor de progresie al bolii.
- Anemia se tratează prin terapie de substituție (transfuzii de sânge). Eritropoetina umană recombinantă este tratamentul de elecție a anemiei din faza de predializă. Pentru obținerea unui răspuns adecvat la eritropoetină este necesară suplimentarea cu preparate de fier.
- Hipertensiunea arterială se tratează cu inhibitori ai enzimei de conversie a angiotensinei  (enalapril, ramipril etc) sau antagoniști ai angiotensinei II (candesartan, telmisartan etc) [31]
- Bolnavii în faza de insuficiență renală terminală necesită o terapie substitutivă renală: dializa peritoneală sau hemodializa, care sunt bine tolerate.[5]
- Bolnavii cu insuficiență renală cronică pot necesita un transplant renal. Transplantul renal este bine tolerat și nu s-a semnalat recidiva bolii pe rinichiul transplantat.[4]
- Tratamentul tumorilor de uroteliu se face în servicii specializate de oncologie, și de multe ori se impune o nefrectomie care poate duce și la instituirea terapii substitutive renale întrucât și celălalt rinichi este afectat.